# خوان کروز سول
خوان کروز سول (به اسپانیایی: Juan Cruz Sol) (زاده ۱۳ سپتامبر ۱۹۴۷ – درگذشته ۱۰ نوامبر ۲۰۲۰) بازیکن فوتبال اهل اسپانیا بود که از سال ۱۹۷۰ تا ۱۹۷۶ میلادی عضو تیم ملی فوتبال اسپانیا بوده و در ۲۸ بازی ملی حضور داشته‌است. او در بازی‌های ملی‌اش ۱ گل به ثمر رساند.